# Habibullah Khan
Habibullah Khan (né à Samarcande en Ouzbékistan en 1872 - mort à Kalagosh le 20 février 1919), émir d'Afghanistan régna du 1er octobre 1901 au 20 février 1919 en Afghanistan le déclarant indépendant des Britanniques.

## Biographie
Fils aîné de Abdur Rahman Khan, Habibullah est un des rares dirigeants afghans à succéder à son père en évitant le traditionnel combat fratricide.
Pendant la Première Guerre mondiale, il reçoit les envoyés du gouvernement allemand et ottoman qui s'efforcent de le convaincre d'attaquer l'empire britannique des Indes, mais il les assigne à résidence et reste neutre,.
Intéressé par le progrès technique, Habibullah importe la première voiture et construit la première centrale électrique afghane à Djebel Saraj,.
Il est assassiné le 20 février 1919 lors d'un voyage de chasse et son frère Nasrullah Khan lui succédera comme émir une semaine avant d'être démis et emprisonné par Amanullah qui lui succède.

## Divers
Il a été initié en 1907 dans le plus grand secret, lors d'un séjour en Inde, à la loge « Concordia » à l'Orient de Calcutta, sous juridiction de la Grande Loge Unie d'Angleterre.
Le Musée de la Grande Loge Unie d'Angleterre, à Londres, possède le Coran sur lequel le roi d'Afghanistan Habibullah prête son serment de maçon en 1907 (l'ouvrage porte en outre la signature de ce dernier).